# Villars-les-Dombes
Villars-les-Dombes ist eine französische Kleinstadt mit 5059 Einwohnern (Stand 1. Januar 2022) im Département Ain in der Region Auvergne-Rhône-Alpes. Sie gehört zum Kanton Villars-les-Dombes im Arrondissement Bourg-en-Bresse zugeteilt.

## Geografie
Die Kleinstadt Villars-les-Dombes liegt in der Seenlandschaft Dombes, auf halbem Weg zwischen Lyon (33 Kilometer) und Bourg-en-Bresse (29 Kilometer). In der Umgebung findet man eine Unzahl von Fischteichen, wie zum Beispiel den Étang Turlet, die sehr typisch für die Gegend sind. Im Westen wird die Gemeinde von der Chalaronne, einem linken Nebenfluss der Saône, durchflossen.

## Geschichte
Villars-les-Dombes (der Name müsste eigentlich Villars-lès-Dombes lauten) zeigt an, dass der Ort an das ehemalige Fürstentum Dombes grenzte, ohne aber Teil davon zu sein. Der ältere Name Villars-en-Bresse dagegen streicht heraus, dass die Stadt früher zur vom Haus Savoyen beherrschten Landschaft Bresse gehörte, dies in Abgrenzung zur Dauphiné, einer Provinz, welche schon früh der französischen Krone unterstellt war.
Die Herrschaft von Villars (erstmals 940 urkundlich erwähnt) wuchs 1188 durch Heirat mit Billigung des römisch-deutschen Königs Heinrich VI. zum Lehen Thoire und Villars, deren Hauptort um 1400 die Stadt Trévoux war. Von der Familie Thoire und Villars, deren bekanntester Vertreter Odo von Thoire und Villars war, wechselte die Herrschaft erneut durch Heirat zu Philippe de Lévis (1380–1440), Vicomte de Lautrec. René de Savoie, genannt le Grand Bâtard de Savoie („der große Bastard von Savoyen“), folgte ihm 1497. Im Jahr 1565 wurde Villars unter Renés Sohn Honorat II. von Savoyen zur Markgrafschaft erhoben.

### Bevölkerungsentwicklung
Das Bevölkerungswachstum von Villars-les-Dombes war zwischen den späten 1950er-Jahren und dem Beginn des 21. Jahrhunderts sehr markant. So betrug die Zunahme zwischen 1962 und 2006 272 %; frankreichweit waren es im selben Zeitraum lediglich 32 %.
| Jahr                       | 1962 | 1968 | 1975 | 1982 | 1990 | 1999 | 2006 | 2013 | 2021 |
| -------------------------- | ---- | ---- | ---- | ---- | ---- | ---- | ---- | ---- | ---- |
| Einwohner                  | 1583 | 1842 | 2344 | 2796 | 3415 | 4190 | 4303 | 4449 | 4954 |
| Quellen: Cassini und INSEE |      |      |      |      |      |      |      |      |      |

## Verkehr
Villars-les-Dombes hat einen Bahnhof an der Bahnstrecke Lyon-Saint-Clair–Bourg-en-Bresse und wird im Regionalverkehr von Zügen des TER Auvergne-Rhône-Alpes zwischen Lyon und Bourg-en-Bresse bedient.

## Sehenswürdigkeiten
- Die Poype de Villars ist eine Motte aus dem 12. Jahrhundert. Die Ruine steht seit 1905 unter Denkmalschutz.
- Die romanische Kirche der Geburt der Heiligen Jungfrau (Église de la Nativité-de-la-Sainte-Vierge) aus dem 12. und 13. Jahrhundert, später ergänzt mit gotischen Elementen, steht seit 1927 unter Denkmalschutz.

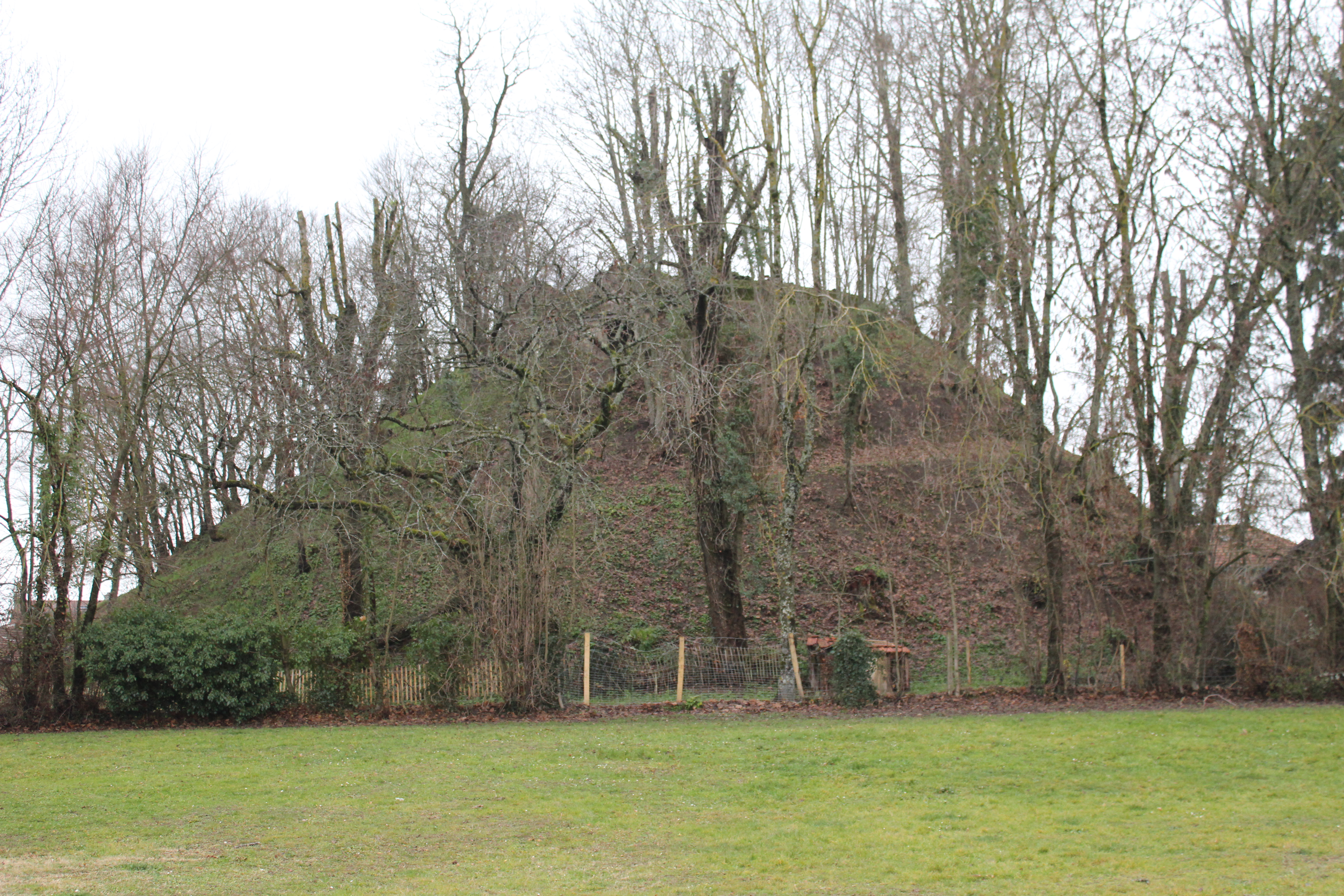
Poype de Villars
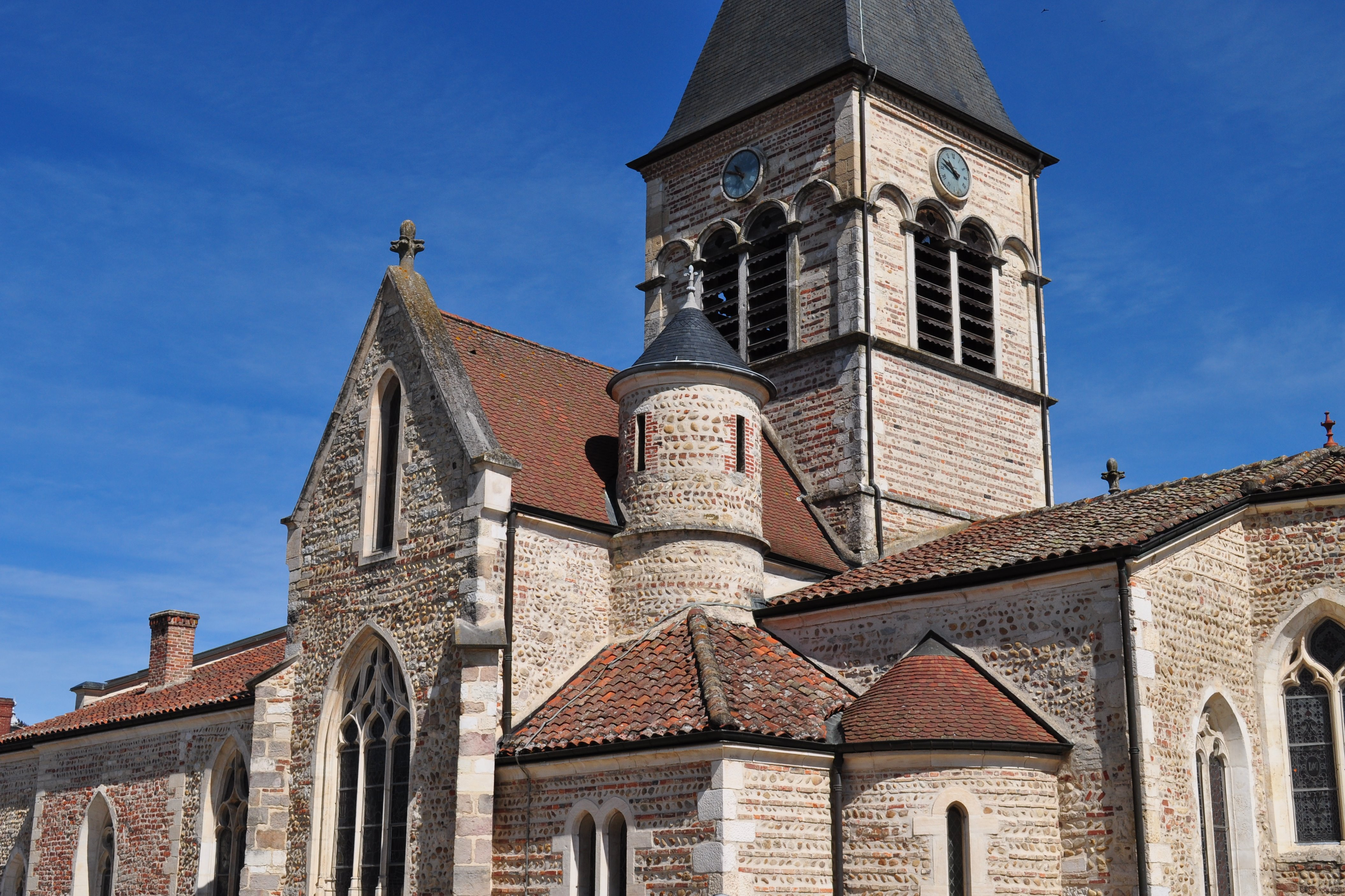
Kirche der Geburt der Heiligen Jungfrau
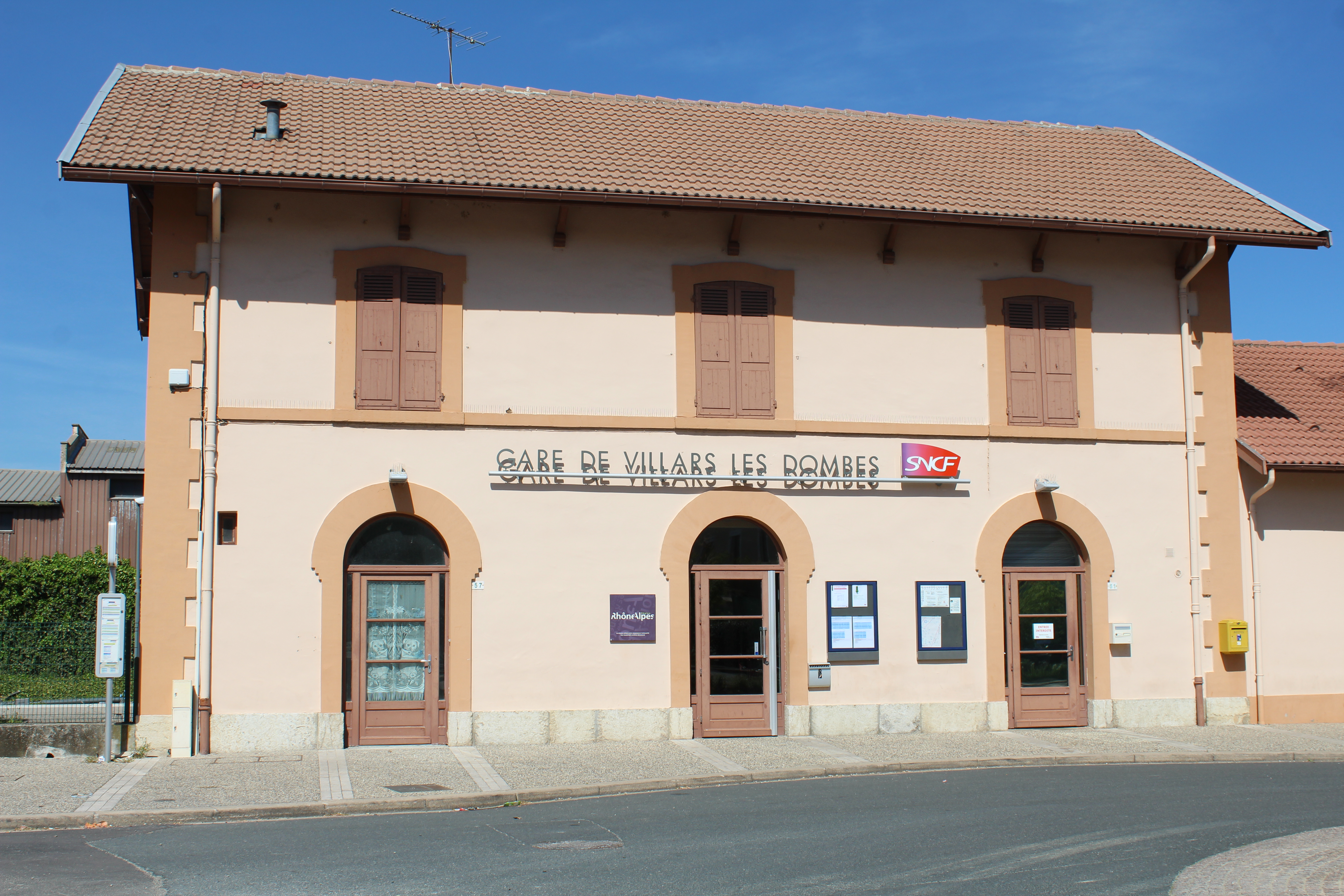
Bahnhof
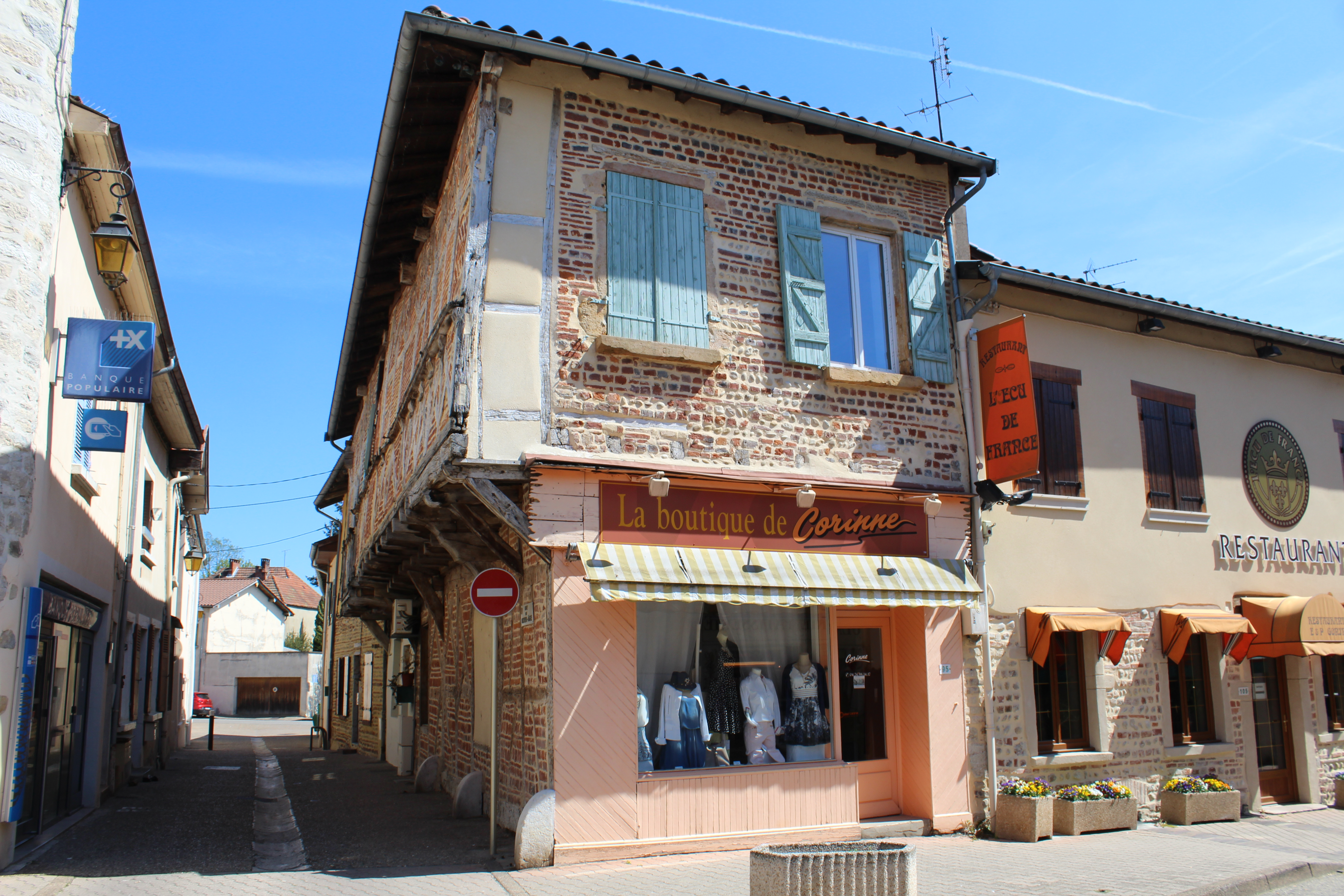
Mittelalterliches Kraghaus
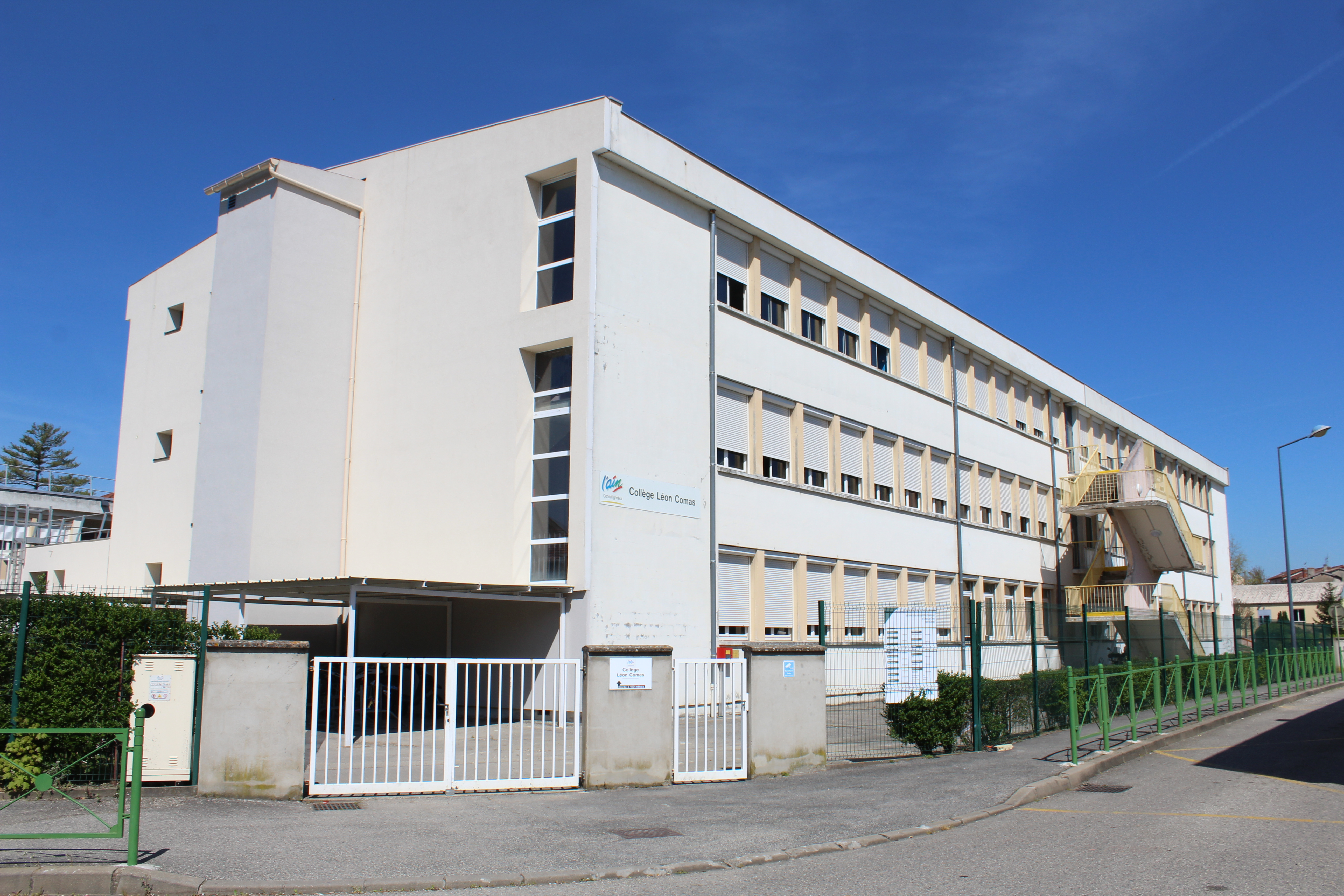
Collège „Léon Comas“
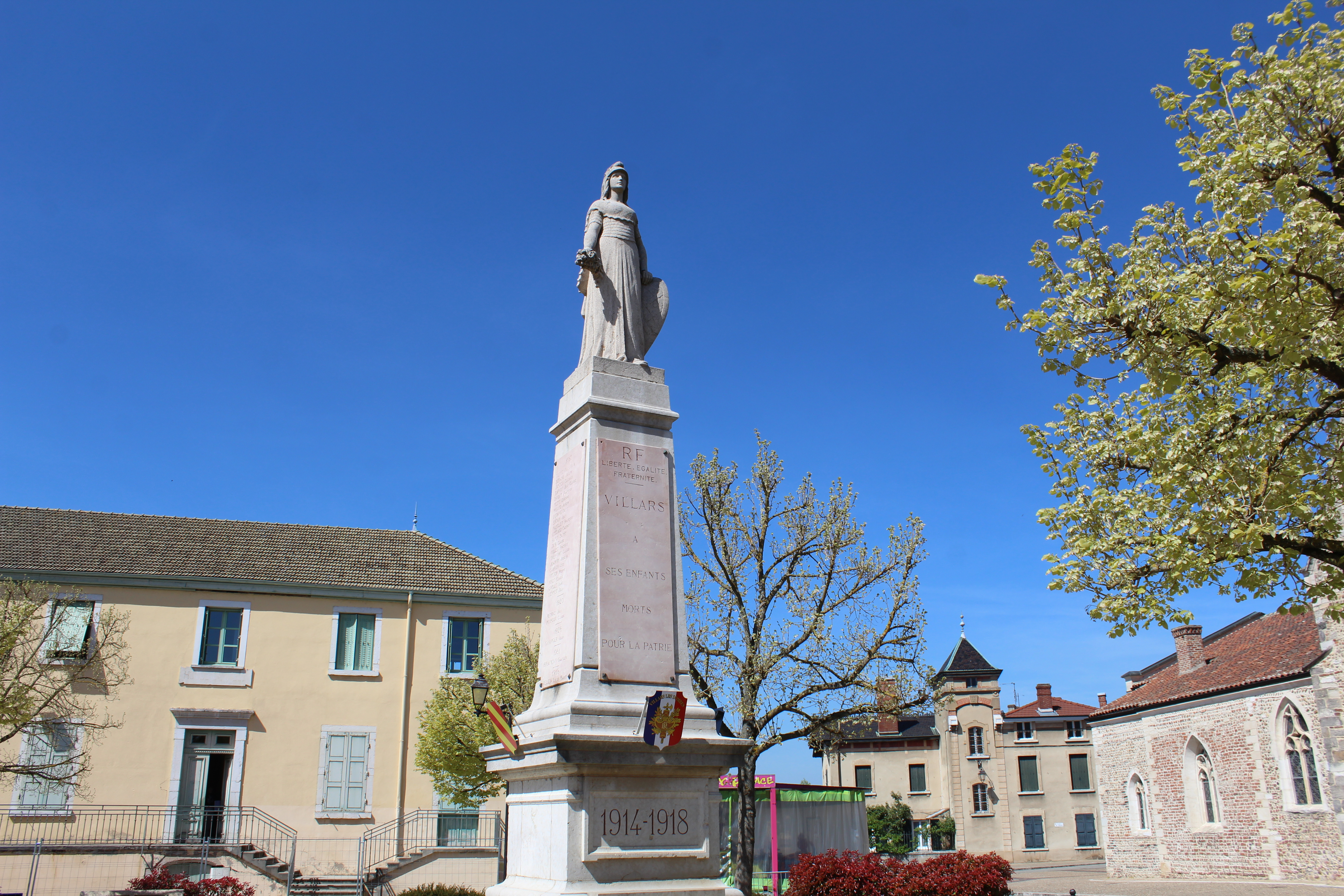
Gefallenendenkmal

### Vogelpark

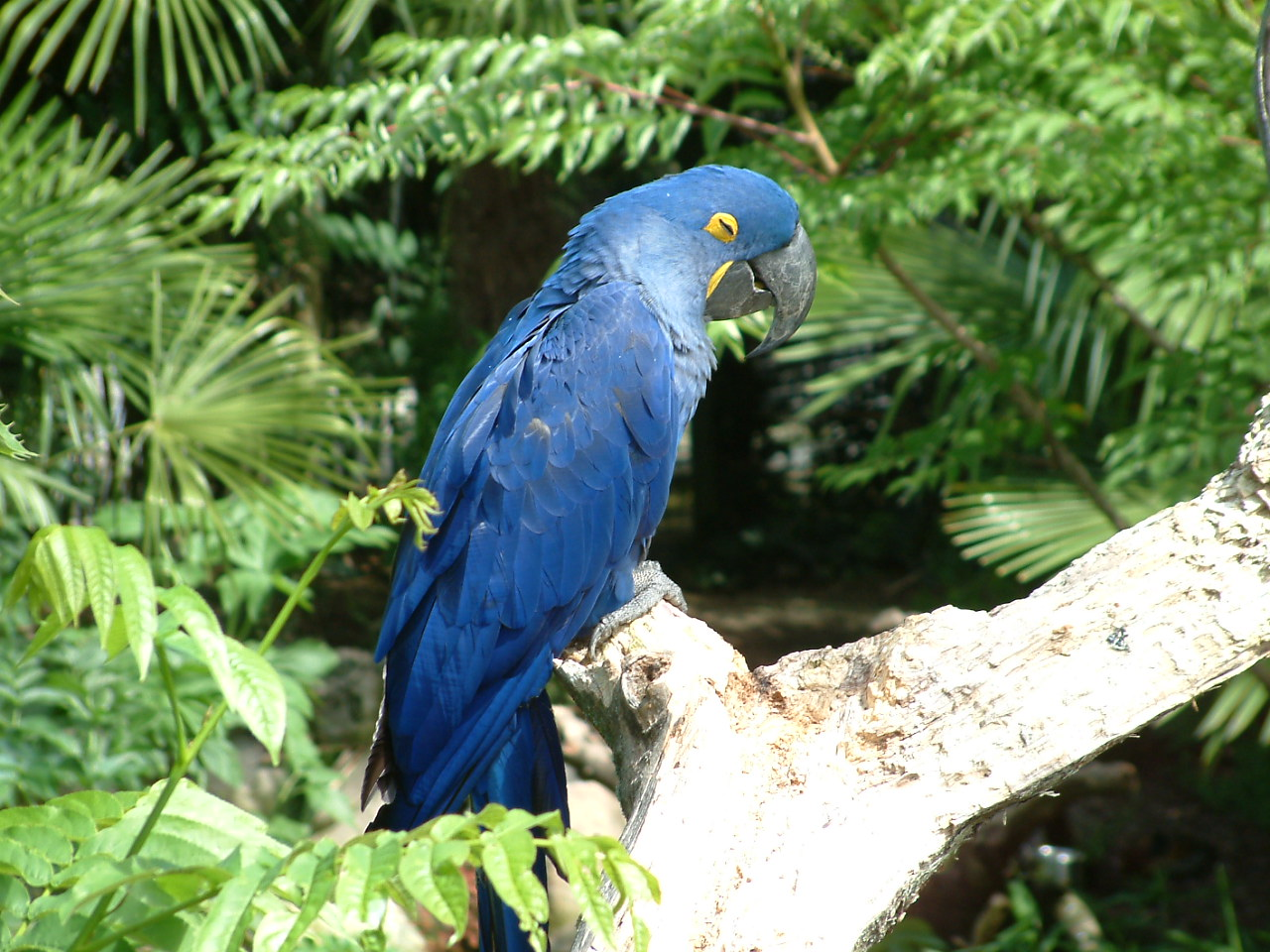
Ein Hyazinthara im Parc des oiseaux de Villars-les-Dombes

Der Vogelpark von Villars-les-Dombes (Parc des oiseaux de Villars-les-Dombes) ist 380 Hektar groß; 35 Hektar sind über einen Lehrpfad öffentlich zugänglich. Der im Jahre 1970 eröffnete Park ist heute mit über 300.000 Besuchern im Jahr der größte Publikumsmagnet des Départements Ain. Im Jahre 1977 wurde die große Voliere, 1979 das Pinguinhaus eingeweiht. Mehr als 2000 meist exotische Vögel, aufgeteilt auf rund 400 Arten aus allen Kontinenten, bevölkern den Park. Die auch staatlich unterstützte Einrichtung ist Mitglied der European Association of Zoos and Aquaria und nimmt am Europäischen Erhaltungszuchtprogramm teil. Besondere Aufmerksamkeit sowohl bei den Verantwortlichen wie auch beim Publikum erhalten die Krauskopfpelikane, Humboldt-Pinguine, Waldrappe, Mönchsgeier, Schmutzgeier, Andenkondore, Edwardsfasane, Palawan-Pfaufasane, Molukkenkakadus, Amazonenpapageien, Grünwangenamazonen, Hyazintharas, Soldatenaras, Blaulatzaras und Doppelhornvögel. Der Park verfügt über vier Restaurants.